# Kebagusan (Pasar Minggu)
Kebagusan is een plaats (wijk) - (kelurahan) in het bestuurlijke gebied Pasar Minggu, Jakarta Selatan (Zuid-Jakarta) in de provincie Jakarta, Indonesië. De plaats telt 46.323 inwoners (volkstelling 2010).